# La Fémis
La Fémis (în franceză Fondation européenne des métiers de l'image et du son - La Fémis) este cea mai importanta scoala de film din Franta.

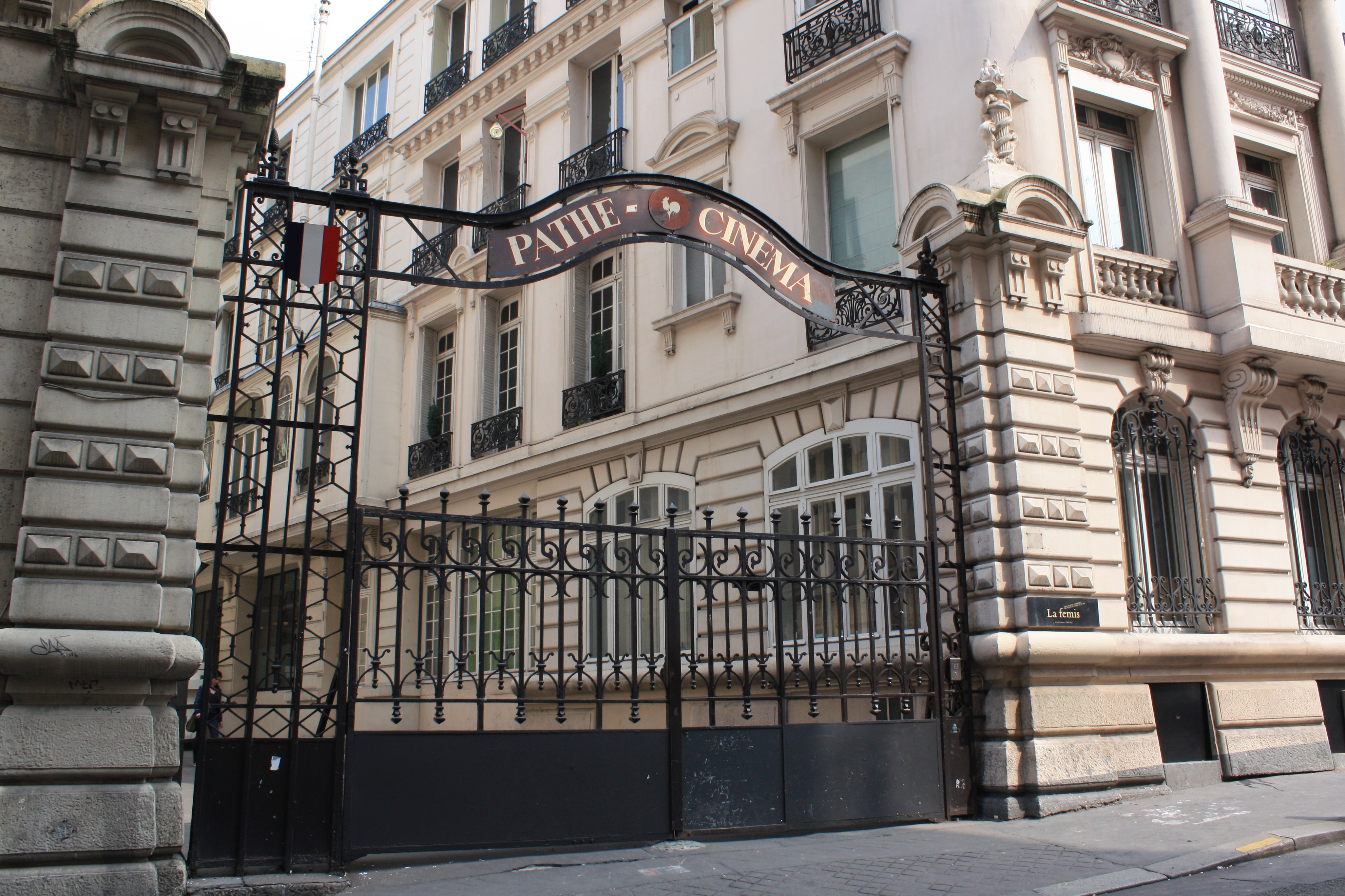
La Fémis